# Lenny (Debian)
Lenny is de codenaam van Debian 5.0, een Linuxdistributie. Sinds het verschijnen van de vorige stable-versie, 4.0 (Etch) op 8 april 2007, was dit de testing-versie (bètaversie) van Debian. Deze versie werd genoemd naar het personage Lenny uit de animatiefilm Toy Story. Op 14 februari 2009 werd Lenny door de Debianontwikkelaars als voltooid beschouwd, en werd het de nieuwe stablerelease.
Lenny bevat circa 25.100 softwarepakketten en is beschikbaar voor de computerarchitecturen en platformen Alpha, ARM, ARM EABI, PA-RISC, IA-64, MIPS, MIPSel, PowerPC, S/390, SPARC, x86 en x86_64 (amd64). Lenny was de eerste versie die ondersteuning bood voor LXDE.
Sinds 6 februari 2012 is Lenny "oldstable", wat betekent dat er geen beveiligingsupdates meer zullen verschijnen. Debian Lenny is opgevolgd door Squeeze.